# Paralampona aurumagua
Paralampona aurumagua är en spindelart som beskrevs av Norman I. Platnick 2000. Paralampona aurumagua ingår i släktet Paralampona och familjen Lamponidae.
Artens utbredningsområde är Queensland. Inga underarter finns listade i Catalogue of Life.